# Diederich Pies

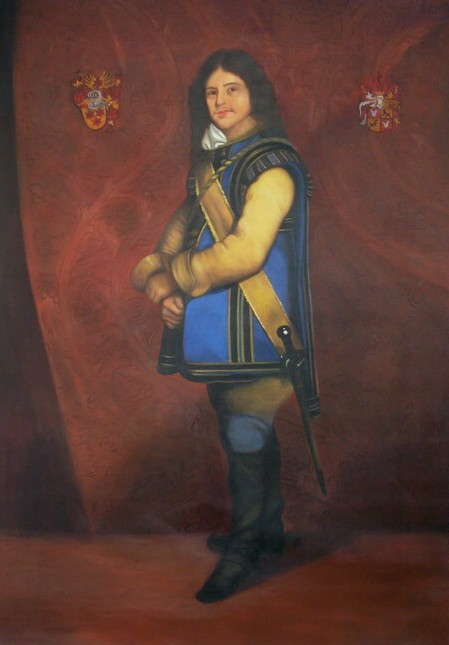
Diederich Pies (1590–1666)

Diederich Pies (* um 1590; † um 1666 vermutlich in Mannebach) war ein Pfalz-Neuburgischer und Kaiserlicher Regimentsfeldscherer. 

## Leben
Er gilt als Begründer der modernen Chiropraktik und Stammvater der Hunsrücker Knochenflickerfamilie Pies. Das heute noch gebräuchliche Wort piesacken lässt sich möglicherweise auf diesen Mediziner und die durch ihn begründete Ärztefamilie Pies zurückführen. Das Sterbejahr 1666 ist unsicher, gilt jedoch als frühestmögliches Datum. Der Familienname Pies lässt sich schon im 15. Jahrhundert in Dommershausen auf dem Hunsrück nachweisen.